# Ihor Plastun
Ihor Plastun (tiếng Ukraina: Ігор Володимирович Пластун; sinh 20 tháng 8 năm 1990 ở Kiev) là một cầu thủ bóng đá Ukraina thi đấu ở vị trí hậu vệ cho câu lạc bộ Bỉ Gent và là thành viên của đội tuyển bóng đá quốc gia Ukraina.

## Sự nghiệp
Sau khi qua hệ thống trẻ tại Obolon Kyiv, Plastun trở thành cầu thủ đá chính thường xuyên trong suốt mùa giải 2010–11 và ra sân hơn 60 lần cho câu lạc bộ trước khi ký hợp đồng với Karpaty Lviv năm 2012.
Ngày 10 tháng 6 năm 2016, Plastun ký hợp đồng với câu lạc bộ Bulgaria Ludogorets Razgrad với mức giá không tiết lộ, ước tính khoảng €500.000.

## Danh hiệu
Ludogorets Razgrad
Bulgarian First Professional League: 2016–17